# Sébastien Massée
Sébastien Massée est un footballeur français, international martiniquais, né le 28 juin 1989 à La Trinité en Martinique. Il évolue au poste de gardien de but avec la Samaritaine en DH Martinique et avec la sélection de la Martinique.

## Palmarès
vierge